# 穹顶 (爱丁堡)

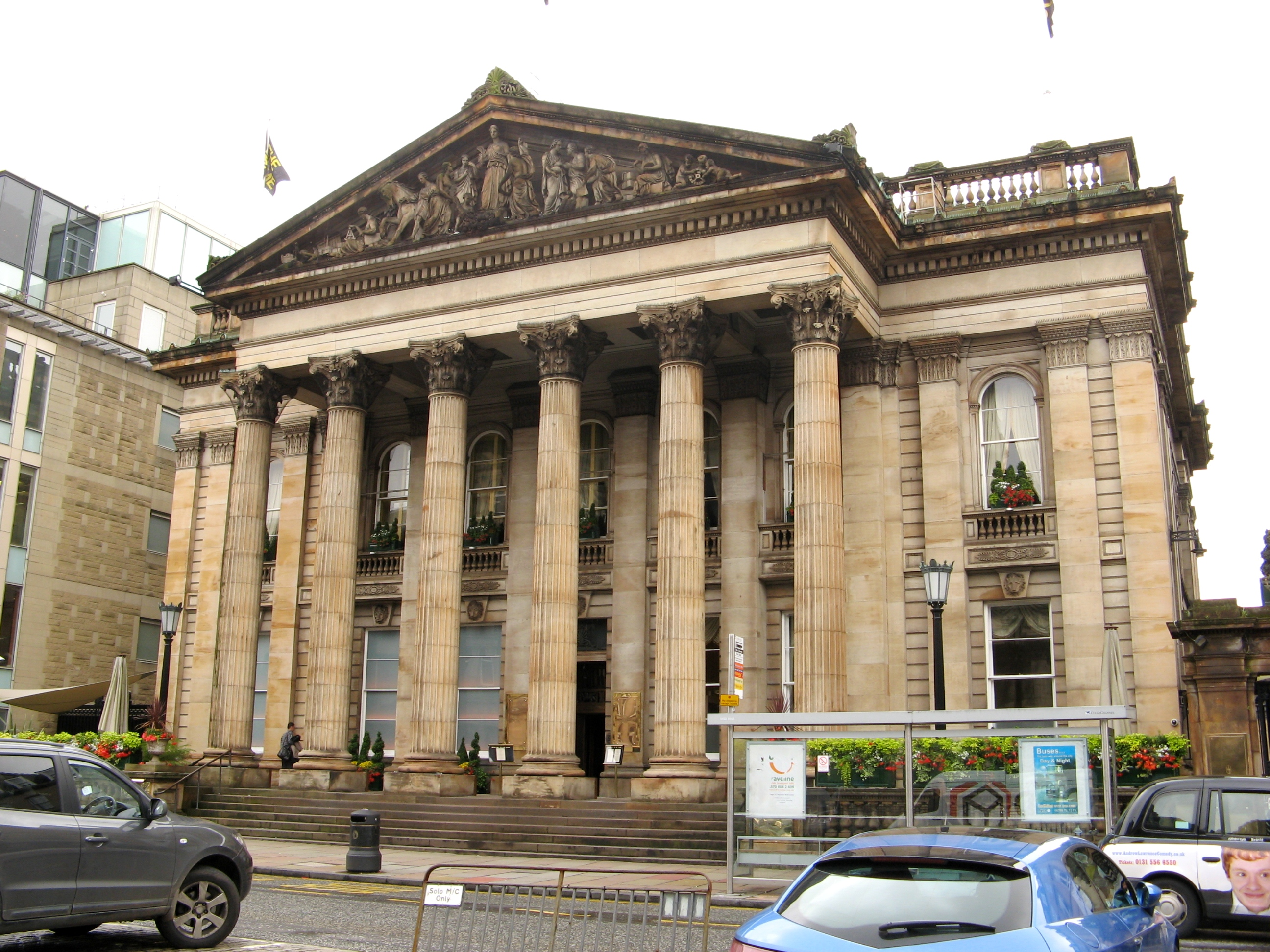
穹顶

穹顶（The Dome）是苏格兰爱丁堡新城乔治街的一座建筑物。它目前作为一个酒吧，餐厅和夜总会，但是1847年初建时是作为苏格兰商业银行的总部。该建筑是由大卫·林德设计，希腊-罗马风格。穹顶被列为A类登录建筑加以保护。

## 历史
穹顶坐落在爱丁堡皇家内科医学院校舍的原址，由爱丁堡新城的规划师詹姆斯·克雷格设计，1776年开始奠基，拥有美丽的科林斯柱式的门廊，但是因为财政问题，内科医学院未完成的新校舍出售给苏格兰商业银行，银行将其拆除，新建银行大厅。

## 现状
苏格兰商业银行经过合并，现在是苏格兰皇家银行的一部分。